# Tramber
 (novembre 2018).
Si vous disposez d'ouvrages ou d'articles de référence ou si vous connaissez des sites web de qualité traitant du thème abordé ici, merci de compléter l'article en donnant les références utiles à sa vérifiabilité et en les liant à la section « Notes et références ».
Tramber, de son vrai nom Bertrand Huon de Kermadec, est un auteur de bande dessinée français né le 23 octobre 1952 à Saint-Martin-des-Champs.

## Biographie
Son surnom Tramber est la traduction en verlan de son prénom Bertrand. Il débute dans le milieu de la bande dessinée en 1977. Il a entre autres contribué aux magazines Métal hurlant et L'Écho des savanes et a publié de nombreuses bandes dessinées.
En 1982, il reçoit le Grand prix RTL de la BD.

## Son œuvre
Avec Jano, il publie la série des Kebra à Métal hurlant, les aventures d'un rat loubard de banlieue parisienne. Il travaille ensuite sur la série des aventures de William Vaurien et son acolyte Pypo l'intello, deux chiens. Sa Bretagne natale est très présente dans cette seconde série, notamment à travers le personnage du marin pêcheur El Butor ainsi que dans le reste de son œuvre.

## Publications
En solo :
- Embrouille à Pypoland, Les Humanoïdes associés, 1984 (aventure de William Vaurien)
- La guerre des oreilles, Les Humanoïdes associés, 1986 (aventure de William Vaurien)
- La Grande Souris noire, L'Écho des savanes, Albin Michel, 1988 (aventure de William Vaurien)
- Pas de cadeau à Gromago, L'Écho des savanes, Albin Michel, 1990 (aventure de William Vaurien)
- Restons calmes et buvons frais, Albin Michel, 1993 (aventure de William Vaurien)
- Trop Breizh !, Au Bord des continents, 2000
- La marée était en noir[3], Les Gas d'Eau d'Mer, 2004
- Le Petit Tramber illustré, édition Seguin, 2003
- GAST, Le Petit Tramber illustré 2, Édition Morlaisienne, 2005
- NONDEDIE, Le Petit Tramber illustré 3, Édition Morlaisienne, 2007
- Dany le rouge passe au vert ! (couleurs de Jean-François Caritte)[4],[5], Soleil Productions, 2011
- Maudite picole !, Les Éditions de la Phalène, 2014

Avec Jano :
- Fait comme un rat, Les Humanoïdes associés, 1981 (aventure de Kebra)
- Kebra chope les boules, Les Humanoïdes associés, 1982 (aventure de Kebra)
- Le Zonard des étoiles, Les Humanoïdes associés, 1983 (aventure de Kebra)
- Kebra Krado Komix, L’Écho des Savanes, Albin Michel, 1985 (aventure de Kebra)
- Les Aventures de Kebra, L’Écho des Savanes, Albin Michel, 1997 (aventure de Kebra)

Avec Louis Roger Dautriat :
- BZH, Bretagne Zone Heureuse, Albin Michel, 1998[6]

Avec Georges Jouin : 
- Le Secret de Plégastel, Albin Michel, 1997

Avec Marc Voline :
- Panique à Plégastel, Soreda, 1997
- Îles secrètes, Seuil, 2000
- Les Naufrageurs, Seuil jeunesse, 2002

## Participations diverses
- Il fait partie de l'équipe Hara Kiri en 1993
- Il est dessinateur pour Le Télégramme (Tramber à l'œil)
- Il a illustré les albums de Gérard Jaffrès (Au café du port, Au creux de ma terre, Viens dans ma maison).